# Nordre Toldbod
Nordre Toldbod er et område og en gade (Toldbodgade) i den nordøstligste del af Københavns Indre By mellem Kastellet og Frederiksstaden. Det var oprindeligt her, Toldboden havde sit sæde. Et par enkelte bygninger fra dette anlæg findes endnu, men det meste blev nedrevet i 1973.
Området huser blandt andet Gefionspringvandet, en række pakhuse og kontorer for virksomhederne Løgismose, By & Havn og A.P. Møller-Mærsk. I sommerhalvåret bruges kajen ved Nordre Toldbod til krydstogt. Nordre Toldbod er derudover et stop på havnebussernes linje.
Ud for By & Havn, den tidligere Toldbodbygning på Toldbod 7, ligger stedet hvor Det danske kongehus via Chaluppen stiger om bord på Kongeskibet Dannebrog, der ligger ved Elefanten på Nyholm. Ved sommerens indvielse af Kongeskibet er den røde løber lagt ud, og flagstængerne er fyldt med blomster. Når regenten stiger om bord på Kongeskibet, hejses regentens flag på skibet.
Nordic Seaplanes åbnede i maj 2016 en vandflyver-rute, der går mellem Nordre Toldbod 29 og Østhavnsvej 37 i Aarhus.